# Sorkin
Sorkin je priimek več oseb:
- Naum Semjonovič Sorkin, sovjetski general
- Aaron Sorkin, ameriški književnik
- Andrew Ross Sorkin, ameriški novinar